# Jacopo Dezi
Jacopo Dezi (Atri, 10 februari 1992) is een Italiaans voetballer die bij voorkeur als centrale middenvelder speelt. Hij tekende in 2010 bij SSC Napoli.

## Clubcarrière
Dezi speelde tijdens het seizoen 2009/10 achttien wedstrijden voor Giulianova in de Lega Pro Prima Divisione, het derde niveau in Italië. In 2010 werd hij opgepikt door SSC Napoli. Tijdens het seizoen 2012/13 werd hij uitgeleend aan SS Barletta. In 2013 werd Dezi voor twee seizoenen uitgeleend aan Crotone. Op 8 september 2013 debuteerde hij in de Serie B tegen Pescara Calcio. Op 24 september 2013 maakte de middenvelder zijn eerste treffer voor Crotone tegen Modena. In totaal maakte hij vier doelpunten in negenenzestig competitiewedstrijden voor Crotone. In 2015 keerde Dezi terug bij Napoli.

## Interlandcarrière
Dezi kwam driemaal uit voor Italië –21.